# Woodstock (brano musicale)
Woodstock è un brano musicale scritto dalla cantautrice statunitense Joni Mitchell ed incluso nel suo album del 1970 Ladies of the Canyon. La canzone venne notoriamente reinterpretata da Crosby, Stills, Nash & Young e divenne un inno della controcultura degli anni settanta.

## Il brano
Joni Mitchell scrisse la canzone traendo spunto da quanto aveva sentito raccontare dal suo fidanzato dell'epoca, Graham Nash, circa il Festival di Woodstock del '69. Lei non aveva potuto partecipare all'evento, poiché il suo manager aveva voluto che apparisse invece nel programma The Dick Cavett Show. La Mitchell compose il pezzo nella sua stanza di hotel a New York City, mentre guardava in tv dei servizi sul festival.
Il testo racconta la storia di un viaggio spirituale alla fattoria di Max Yasgur, luogo dove si era tenuto il festival, facendo uso prominente di immagini religiose, paragonando il sito al Giardino dell'Eden (« ...and we've got to get ourselves back to the garden»). Il racconto inizia con il narratore che incontra sulla strada un compagno di viaggio verso Woodstock («Well, I came upon a child of God, he was walking along the road») e si conclude al loro arrivo a destinazione («by the time we got to Woodstock, we were half a million strong... »).
Nel testo sono inoltre presenti riferimenti alla guerra del Vietnam («bomber death planes flying shotgun in the sky»), contro la quale Woodstock diventa un vero e proprio simbolo con le immagini di amore a pace, e di "aerei da guerra che si trasformano in farfalle".

### Pubblicazione
Prima di pubblicarla su disco, la Mitchell eseguì Woodstock nel corso del Big Sur Folk Festival del 1969, svoltosi un mese dopo Woodstock.
Il pezzo venne inserito nel suo terzo album, Ladies of the Canyon nel marzo 1970.

## Versione di Crosby, Stills, Nash & Young
Circa nello stesso periodo della pubblicazione di Ladies of the Canyon, Crosby, Stills, Nash & Young incisero e pubblicarono su singolo un arrangiamento hard rock della canzone che poi confluì nel loro album di studio Déjà Vu del '70. Questa divenne ben presto la versione più celebre e conosciuta della canzone, raggiungendo la posizione numero 11 in classifica nella Billboard Hot 100. La traccia si apre con un caratteristico riff chitarristico suonato da Stephen Stills. Stills si occupò anche di cantare la parte solista accompagnato dalle armonie vocali di David Crosby e Graham Nash.
David Crosby, in un'intervista concessa per il documentario Joni Mitchell: Woman of Heart and Mind, disse che secondo lui la Mitchell aveva catturato lo spirito di Woodstock meglio di chiunque altro.

### Altre cover
I Matthews Southern Comfort, raggiunsero la vetta della classifica dei singoli in Gran Bretagna per tre settimane nell'ottobre 1970 con la loro reinterpretazione di Woodstock.
Una versione solo strumentale della canzone opera dei The Assembled Multitude raggiunse la posizione numero 79 in classifica negli Stati Uniti nel 1970.
I Led Zeppelin incorporarono estratti dal testo di Woodstock e parte della sua struttura in alcune esecuzioni dal vivo del loro brano Dazed and Confused nel periodo 1973-1975.
Nel 1997 James Taylor eseguì Woodstock dal vivo durante la cerimonia di introduzione nella Rock and Roll Hall of Fame di Crosby, Stills, Nash & Young.

## Riferimenti nella cultura di massa
- Il brano Woodstock, nella versione di Crosby, Stills, Nash & Young, fu usato come sigla sui titoli di coda del film dedicato al raduno di Woodstock.
- Una frase del ritornello, «We are billion year old carbon», è stata usata da Corey Mesler come titolo per un suo romanzo sugli anni sessanta.[7]
- Alla fine della puntata 2x07 della serie tv americana Six Feet Under, Ruth, la madre, ascolta il brano Woodstock.